# Motopark Academy

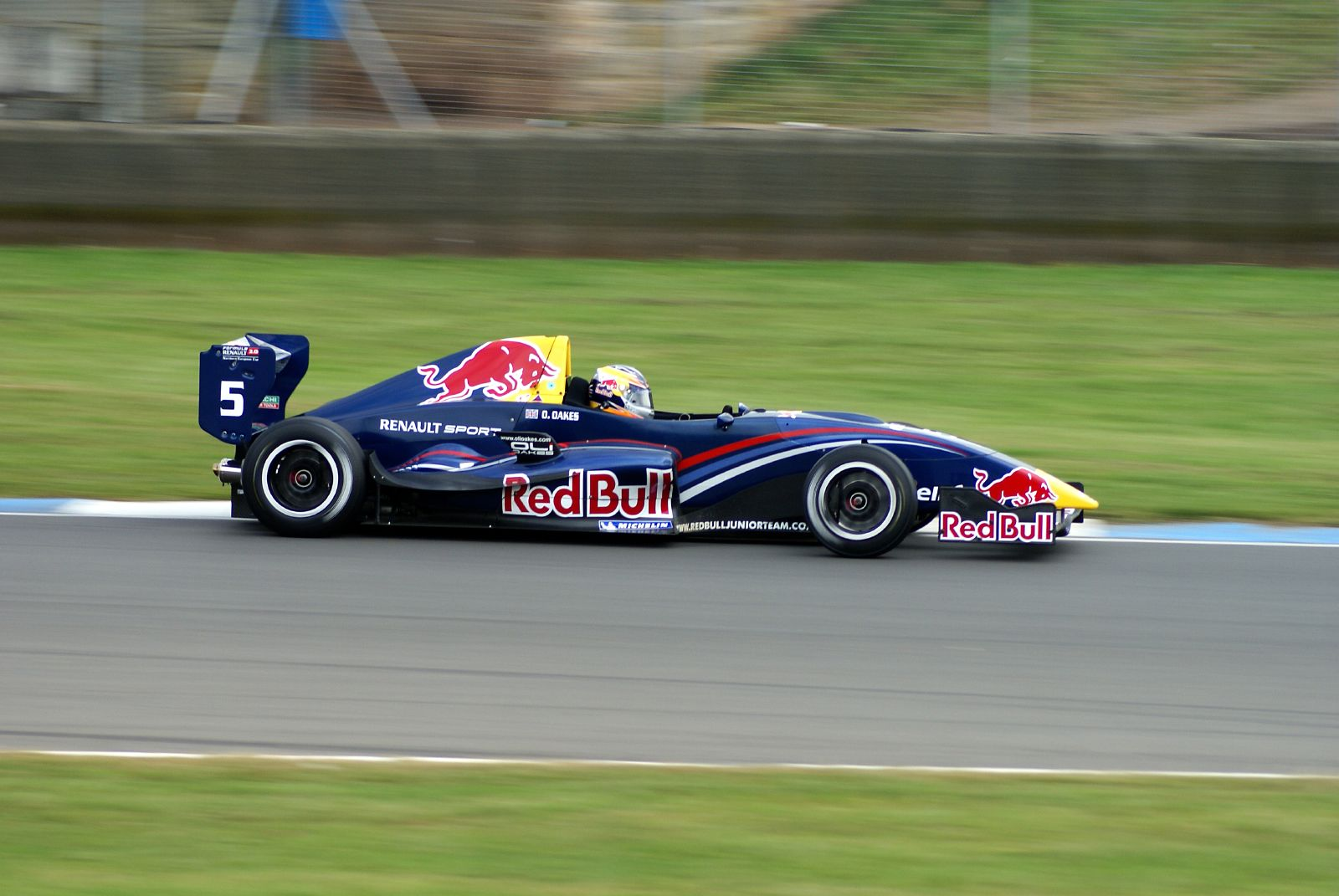
Oliver Oakes’ Formel-Renault-Eurocup-Auto in den Red-Bull-Farben 2007

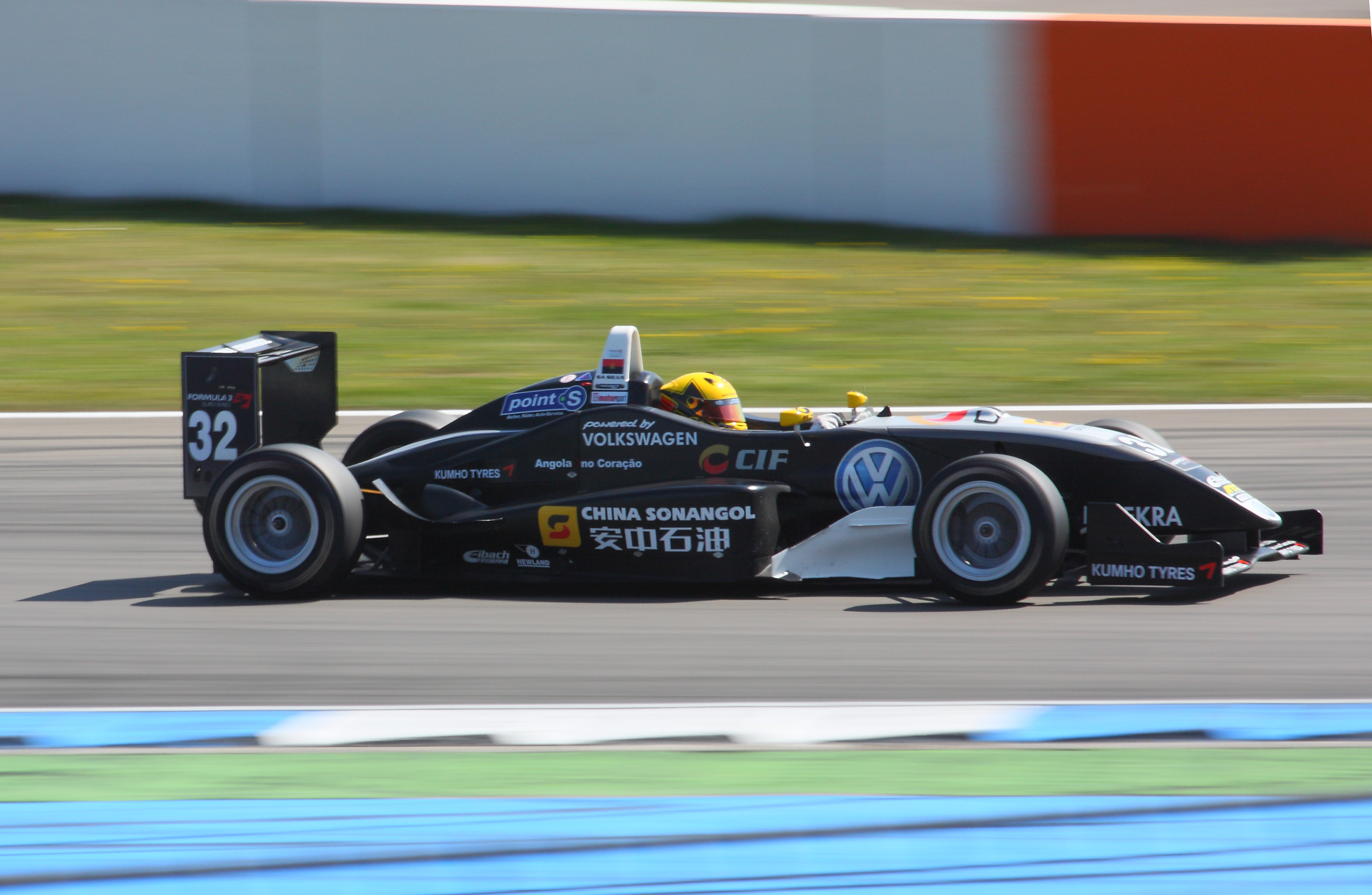
Luís Sá Silva 2010 im China-Sonangol-Motopark-Dallara in der Formel-3-Euroserie

Die Motopark Academy – teilweise auch unter den Namen Team Motopark antretend – ist ein deutsches Automobilsportteam. 2011 war der Rennstall in der Formel-3-Euroserie, dem deutschen Formel-3-Cup, der ADAC-Formel-Masters und dem Porsche Supercup aktiv. Der Sitz des Teams ist in Oschersleben nahe der Motorsport Arena Oschersleben. 2013 trat der Rennstall in der GP2-Serie unter dem Namen Russian Time an.

## Geschichte
Das Team wurde im Herbst 1998 von Timo Rumpfkeil, damals selber noch Rennfahrer, gegründet. Seit der Saison 1999 ist der Rennstall in verschiedenen internationalen und nationalen Meisterschaften wie zum Beispiel der Formel König, Formel Renault und verschiedenen Formel-3-Serien aktiv. Im Laufe der Jahre konnte das Motopark mehrere Titel in diesen Formelklassen gewinnen. Mit Scott Speed und Sébastien Buemi starteten zwei ehemalige Piloten des Rennstalls zu Formel-1-Rennen.
Am 3. Februar 2014 starb Igor Mazepa, der Inhaber des Projekts Russian Time an einem Hirninfarkt. In der Folge löste die neue Führung den Vertrag mit Motopark Academy und übergab die Betreuung der Einsatzteams an iSport International.
2020 tritt Motorpark mit zwei Teams in der Euroformula Open an, da sie das Limit an Wagen für ein Team andernfalls überstiegen hätten. Das "zweite" Motorpark Team ging unter dem Namen Crypto Tower Racing an den Start. Als Manager und Besitzer trat Kazuya Sakamoto auf, der bereits als Sponsor in der Superfomula tätig ist und Motorpark im Macau Grand Prix 2018 unterstützte.

## Meister
- Scott Speed: Formel Renault 2000 Eurocup, Nordeuropäische Formel Renault (beide 2004)
- Filipe Albuquerque: Formel Renault 2.0 Eurocup, Nordeuropäische Formel Renault (beide 2006)
- Frank Kechele: Nordeuropäische Formel Renault (2007)
- Valtteri Bottas: Formel Renault 2.0 Eurocup, Nordeuropäische Formel Renault (beide 2008)
- António Félix da Costa: Nordeuropäische Formel Renault (2009)
- Marvin Kirchhöfer: ADAC Formel Masters (2012)